# Stratton (Ohio)
Stratton – wieś w Stanach Zjednoczonych, w stanie Ohio, w hrabstwie Jefferson.